# Forner alabarrat
El forner alabarrat (Furnarius figulus) és una espècie d'ocell de la família dels furnàrids (Furnariidae) que viu a garrigues de les terres baixes de l'Amazònia, est i sud-est del Brasil.